# Daniel Dixon (2e baron Glentoran)
Daniel Stewart Thomas Bingham Dixon, 2e baron Glentoran, (19 janvier 1912 - 22 juillet 1995) est un militaire et homme politique d'Irlande du Nord.

## Biographie
Glentoran est le fils d'Herbert Dixon (1er baron Glentoran). Après avoir fait ses études au Collège d'Eton et à Sandhurst, il est nommé aide de camp du GOC en Irlande du Nord en 1935. Il sert avec les Grenadier Guards pendant la Seconde Guerre mondiale, pour laquelle il est mentionné dans les dépêches. En 1950, il succède à son père en tant que baron Glentoran, tout en étant élu à sa place en tant que député unioniste d'Ulster pour Belfast Bloomfield au Parlement d'Irlande du Nord (où les pairs peuvent également siéger).
Nommé secrétaire parlementaire du ministère des Finances en 1952, Lord Glentoran est nommé l'année suivante ministre du Commerce, poste qu'il occupe jusqu'à son élection au Sénat d'Irlande du Nord en 1961. Il est le ministre responsable de la destruction d'une grande partie du Great Northern Railway en Irlande du Nord, lorsqu'il ferme unilatéralement les lignes de chemin de fer Portadown - Armagh - Monaghan, Clones - Enniskillen -Belleek et Enniskillen - Omagh en 1957. Par conséquent, le chemin de fer privé de Sligo, Leitrim et les comtés du Nord reliant Enniskillen à Sligo est contraint de fermer. Il est ensuite ministre et leader du Sénat pendant trois ans, devenant son dernier président en 1964.
Nommé chevalier commandeur de l'Ordre de l'Empire britannique (KBE) en 1973, Lord Glentoran est également Lord-lieutenant (et de 1950 à 1976 lieutenant) pour Belfast de 1976 à 1985. En 1933, il épouse Diana Mary Wellesley (morte en 1984), fille d'Henry Wellesley (3e comte Cowley), dont il a trois enfants. Il est décédé en 1995 à l'âge de 83 ans.